# Carabus japonicus
Carabus japonicus es un escarabajo de tierra endémico de Japón. Habita los bosques del suroeste de Japón y se observa con mayor frecuencia entre mayo y septiembre, con un pico de avistamientos a mediados de agosto. C. japonicus es una especie univoltina, lo que significa que tiene una cría al año. Sus larvas se alimentan exclusivamente de lombrices de tierra. A menor altitud, se ha demostrado que el ciclo reproductivo coincide con la abundancia de lombrices de tierra. Esto demuestra la sincronización entre los ciclos de vida de ambas especies. Los machos tienden a ser ligeramente más pequeños que las hembras, y ambos sexos tienen un tamaño corporal medio de 24 mm y 26 mm, respectivamente. Sin embargo, existe una gran variación en el tamaño corporal intraespecífico debido a factores distintos al sexo. Estos factores incluyen el tamaño de los padres, la disponibilidad de alimento y la temperatura del hábitat.

## Hábitat
Los escarabajos Ohomopterus se encuentran entre 31° N y 44° N de latitud, 0 a 2000 m de altitud y 6 °C a 17 °C en la temperatura media anual. C. japonicus, en particular, predomina en los bosques de Kyushu, la tercera isla más grande de las cuatro principales de Japón.

## Dieta
Las larvas de Carabus japonicus son depredadores especializados de lombrices de tierra. Su éxito de depredación depende del tamaño de la lombriz de tierra. Las lombrices de tierra más grandes presentan un mayor desafío depredador. Por lo tanto, el éxito de las larvas disminuye con un aumento en el tamaño de la lombriz de tierra. De ello se deduce que la variación geográfica en el tamaño de la lombriz de tierra puede afectar el tamaño corporal de C. japonicus. Un estudio examinó el ciclo de vida y la abundancia de lombrices de tierra en seis sitios diferentes de diferentes altitudes. Las lombrices de tierra aparecieron de abril a septiembre en los seis sitios de estudio. A altitudes más bajas, la abundancia de lombrices de tierra disminuyó drásticamente después de julio. Sin embargo, este efecto estuvo ausente en los sitios elevados. El peso corporal medio de las lombrices de tierra aumentó de abril a julio. Este fenómeno fue particularmente evidente en los sitios de baja altitud. Los escarabajos más grandes pueden ser favorecidos en el verano a altitudes más bajas debido al mayor tamaño de las presas. Las hembras más grandes ponen huevos más grandes. Por lo tanto, confieren una ventaja fenotípica a su progenie en entornos donde las lombrices de tierra son más grandes. La dieta del C. japonicus adulto es más versátil que la de su etapa larvaria. Se alimenta de otros animales además de las lombrices de tierra, como caracoles, babosas, isópodos e incluso vertebrados muertos.

## Comportamiento

### Apareamiento
Se realizó un experimento para demostrar la eficacia de las diferencias de longitud corporal para prevenir la cópula interespecífica. Un macho y una hembra de diferentes especies (C. japonicus y C. dehaanii) se colocaron juntos en una caja. Los machos de ambas especies intentaron aparearse con la hembra heteroespecífica a una tasa similar a la observada en apareamientos intraespecíficos. Sin embargo, los machos de C. japonicus miden aproximadamente 5 mm más pequeños que sus contrapartes macho de C. dehaanii . La diferencia de tamaño entre los emparejamientos heteroespecíficos resultó en el bloqueo de la inserción del edeago y la deposición fallida de espermatóforos. De esta manera, las diferencias de tamaño corporal actúan como una barrera reproductiva efectiva entre C. japonicus y C. dehaanii. Este efecto se puede generalizar a las interacciones de otras especies. Ni la competencia entre machos (es decir, el conflicto intraespecífico agresivo y la defensa territorial) ni el comportamiento de cortejo se observan en C. japonicus. En cambio, tiene un sistema de apareamiento de promiscuidad, en el que no hay vínculos de pareja. Las hembras aceptan apareamientos múltiples con múltiples machos. Un macho reconoce a una hembra por señalización química, se acerca y monta su lomo. Los machos depositan espermatóforos más grandes cuando se aparean con hembras más grandes. Esto se debe a que las hembras más grandes tienen huevos más maduros. La duración de la cópula aumenta con un aumento en el peso del órgano reproductor masculino. Esto podría deberse al mayor tiempo para depositar un espermatóforo más grande. Sin embargo, los machos más pequeños permanecen montados durante más tiempo (un máximo de 300 minutos, en comparación con el máximo de 50 minutos de sus contrapartes más grandes). Esto tiene otros propósitos además de la inseminación, como la protección de la pareja y la garantía de la transferencia de esperma a la espermateca. Aquí, vemos dos tácticas de apareamiento distintas, una ofensiva y otra defensiva. Los machos más grandes pasan menos tiempo en una postura de apareamiento, lo que permite cópulas más frecuentes. Alternativamente, los machos más pequeños pasan más tiempo en una postura de apareamiento, lo que aumenta la probabilidad de paternidad (es decir, no hay competencia ni desplazamiento de espermatóforos). La inhibición del apareamiento por sustancias seminales se ha confirmado en C. japonicus a través de la inducción del período refractario femenino. Esta función beneficia a los machos al disminuir la competencia por los espermatóforos, pero perjudica a las hembras al reducir las oportunidades de apareamiento, lo que podría aumentar la aptitud de la descendencia. Aunque las hembras experimentan una mayor fecundidad por el aumento del apareamiento, también les causa daño fisiológico. Las hembras pueden controlar la cantidad de eyaculación por apareamiento cambiando la postura de apareamiento.

### Depredación
Las larvas de Carabus japonicus atacan a las lombrices de tierra mordiéndolas con sus mandíbulas afiladas y arqueadas. Cuando se las confina con lombrices de tierra en una caja, C. japonicus atacará independientemente del tamaño de la lombriz. Sin embargo, el éxito entre todos los estadios (del uno al cinco) disminuyó con el aumento del peso corporal relativo de las lombrices de tierra. Por el contrario, el éxito aumentó en todos los estadios con la disminución del peso corporal relativo de las lombrices de tierra. Los C. japonicus pequeños no tuvieron éxito en sus intentos de depredación cuando fueron expulsados por la secreción de moco y el azote de la lombriz de tierra. Cuando tuvieron éxito, mordieron continuamente hasta que cesaron los azotes de la lombriz de tierra y esta se quedó inmóvil. El C. japonicus procedió con la ingestión externa del cadáver. Las larvas de Ohomopterus pueden atacar lombrices de tierra hasta 400 veces mayores en peso corporal que ellas mismas. Para obtener una nutrición adecuada, la lombriz atacada debe ser de 50 a 100 veces más pesada que la larva. C. japonicus se sienta y espera a su presa. Al detectar una lombriz, la palpa y le da un mordisco violento en la parte inferior.

## Fisiología

### Tamaño del cuerpo

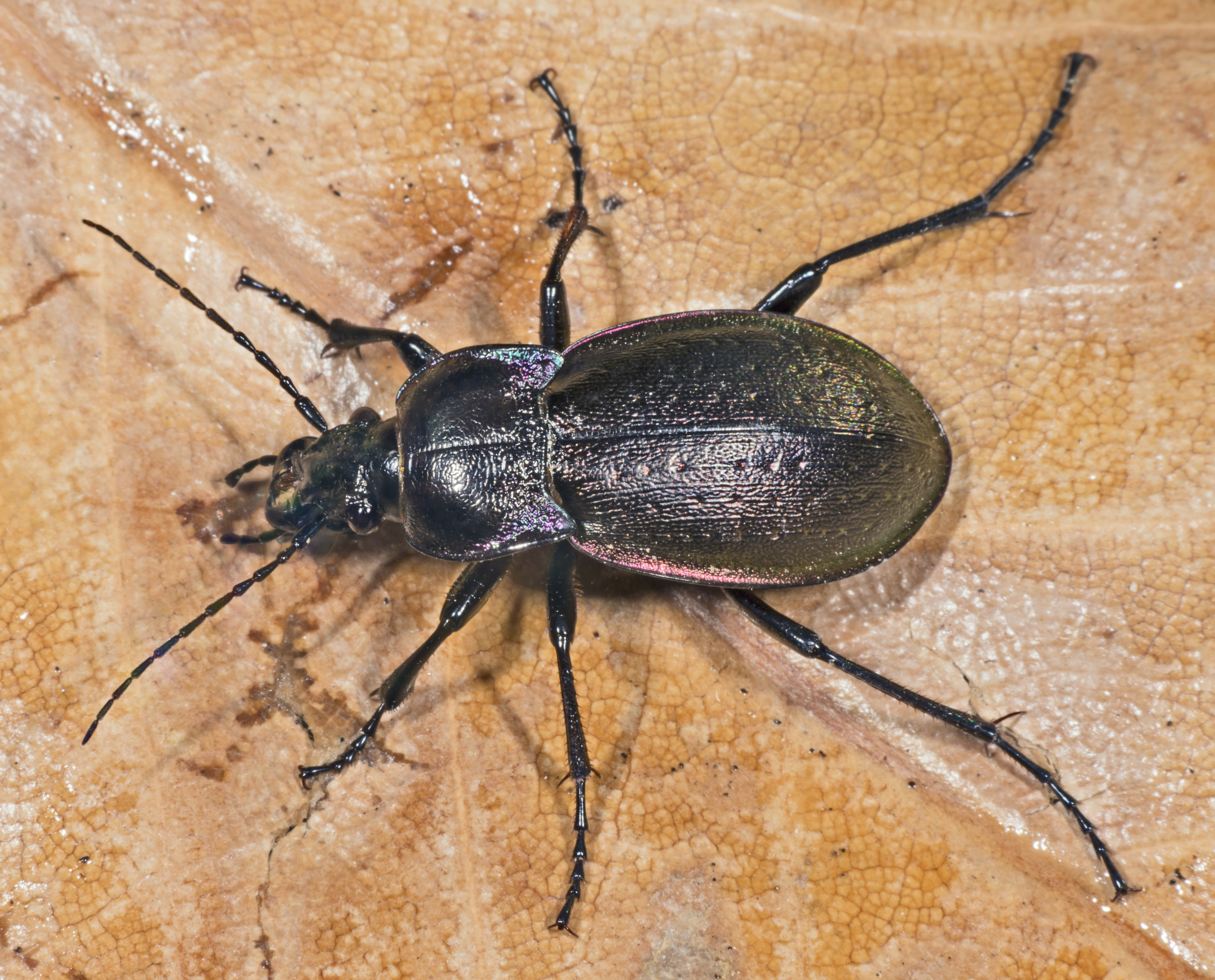
Escarabajo adulto del género Carabus.

El tamaño corporal de los organismos es una característica importante en todos ellos debido a su relación con las funciones biológicas y la aptitud física. En C. japonicus, esto no es diferente. Las diferencias en el tamaño corporal impiden el apareamiento heteroespecífico, lo que facilita la coexistencia de especies. C. japonicus exhibe la clina inversa de la regla de Bergmann: aumenta su tamaño corporal con el aumento de la temperatura media anual. En el norte de Kyushu, se demostró que la longitud corporal media en C. japonicus covaría con la temperatura, con una beta no estandarizada de 0,594. Esto significa que por cada grado de aumento de temperatura (en Celsius), la longitud corporal media (en mm) aumentaba 0,594 mm. La temperatura es solo un factor que se ha demostrado que afecta el tamaño corporal en C. japonicus. Cuando está en simpatría (es decir, viviendo con) el escarabajo C. dehaanii, C. japonicus es notablemente más pequeño que cuando está en alopatría (es decir, viviendo independientemente de especies similares). Esta variación del tamaño corporal en respuesta a y en ausencia de una especie similar es indicativa de liberación de caracteres, lo que a su vez sugiere la existencia de procesos evolutivos de plasticidad fenotípica. En otras palabras, la competencia afecta el tamaño corporal. La base genética de las diferencias en el tamaño corporal se confirmó en un experimento de laboratorio, que tomó escarabajos de cuatro sitios con diferentes tamaños corporales medios. La descendencia se desarrolló en las mismas condiciones. El cruzamiento de poblaciones de tamaño corporal variable mostró que la longitud corporal era altamente heredable. La longitud corporal de los descendientes, tanto machos como hembras, se correlacionó con la longitud media parental (esta medida se calcula sumando la longitud corporal del macho a la de la hembra y dividiendo este número entre dos para obtener el promedio). El coeficiente de regresión para la relación entre estas dos variables fue de 0,84 para los machos y de 0,76 para las hembras. Esto significa que por cada mm de aumento en la longitud media parental, se observó un aumento de 0,84 mm en la longitud corporal en la descendencia masculina y 0,76 mm en las crías hembras. Experimentos posteriores revelaron tres factores adicionales relacionados con la longitud corporal: tamaño del huevo, tasa de crecimiento larval y tiempo de desarrollo larvario. Se observó una correlación positiva entre estas tres variables. Además, se demostró que las hembras más grandes ponen huevos más grandes sin afectar la fecundidad.

### Morfología genital
El macho inserta su aegeus en la abertura vaginal de la hembra. El endofalo se evierte entonces desde el aegeus hacia el apéndice vaginal. El espermatóforo emerge de la pieza copuladora en forma de gancho y se deposita en la apófisis vaginal. Cuando la longitud del cuerpo del macho es ligeramente menor que la de la hembra, la deposición de espermatóforos es más exitosa. Esto proporciona una posible explicación para el tamaño corporal dimórfico sexual. La presión de selección del apareamiento selectivo por tamaño promueve el tamaño corporal ligeramente menor del macho en relación con las hembras. Los tamaños corporales más grandes y más pequeños de las hembras dan como resultado una posición incorrecta de los genitales masculinos, lo que conduce a un fracaso en la transferencia de gametos. Sin embargo, los machos pueden ajustar su postura para evitar diferencias de tamaño corporal no óptimas. Los machos con testículos y glándulas accesorias más grandes pueden eyectar espermatóforos más grandes. El aumento del tamaño del espermatóforo mejora la paternidad. Esto es particularmente importante dado el sistema de apareamiento promiscuo de C. japonicus . Una pieza copuladora más larga permite la fijación del endofalo en la posición adecuada. Además, una pieza copuladora más larga facilita la conservación de los espermatóforos.

## Ciclo vital
El ciclo de vida de C. japonicus se puede resumir en cinco etapas distintas conocidas como estadios. Comienza su actividad reproductiva en primavera. En altitudes más bajas, C. japonicus comienza la reproducción antes en primavera, pero presenta períodos de actividad más cortos. Las poblaciones a mayor altitud utilizan toda la estación cálida para reproducirse. La abundancia de lombrices de tierra también influye en el momento de la eclosión de C. japonicus. Su ciclo de vida estacional está sincronizado con la eclosión primaveral de las lombrices para maximizar la disponibilidad de alimento. En condiciones de 20 °C y con 16 horas de luz y 8 horas de oscuridad, el proceso de desarrollo de huevo a adulto tardó aproximadamente 50 días en promedio. Los escarabajos adultos hibernan para reproducirse en la siguiente temporada reproductiva. Algunos viven más de un año y se reproducen en temporadas reproductivas sucesivas. La mortalidad es alta durante los períodos activos, pero baja durante los períodos de diapausa latente (suponiendo que los escarabajos tengan suficiente energía almacenada).